# جوناثان أدلر
جوناثان أدلر (بالإنجليزية: Jonathan Adler)‏ هو رائد أعمال أمريكي، ولد في 11 أغسطس 1966 في نيوجيرسي في الولايات المتحدة.